# 高坂正顕
高坂 正顕（こうさか まさあき、1900年（明治33年）1月23日 - 1969年（昭和44年）12月9日）は、日本の哲学者（カント哲学）。京都学派の一人。西谷啓治、高山岩男、鈴木成高と共に「京都学派四天王」と呼ばれている。

## 経歴
1900年、愛知県名古屋市で生まれた。第四高等学校を卒業し、京都帝国大学哲学科に進んだ。大学では、慕っていた西田幾多郎に師事し、カント哲学の研究の道に進んだ。同期には、三土興三などがいた。1923年に京都帝国大学を卒業。
戦前
卒業後は京都医科大学予科の教授に就任。兼任で三高、同志社大学、母校の京都帝国大学法学部ならびに文学部でも教鞭をとった。東京文理科大学助教授、東京商科大学、武蔵高等学校でも講師を務めた。1933年、京都帝国大学では滝川事件が起こり、これを契機に純粋な哲学研究から歴史哲学へも研究の対象を広げてゆくことになった。1940年、京都帝国大学教授に就任。1941年より、人文科学研究所長。
太平洋戦争後
戦後、大日本言論報国会理事であったことを理由として公職追放を受ける。公職追放解除後の1951年、関西学院大学教授となった。1955年、京都大学教育学部長評議員に就任。1961年、東京学芸大学の学長となる。1967年には国立教育会館の館長に就任した。

## 研究内容・思想
西田幾多郎の門下で、京都学派に分類される。近代機械文明の行き詰まりからくる近代人の精神的煩悶を問題とし、「東洋の思想で精神の自立を成し遂げられないか」について議論した。高坂は昭和初期という時代の中で歴史哲学や教育哲学にも積極的に関与する姿勢を見せたため、高坂の思想や哲学理解を通して近代日本を考察する研究が出てきている。近代の超克(『文學界』(1942年,9-10号)にも名を連ねている。
教育思想に対する影響
1966年に「期待される人間像」（中央教育審議会答申「後期中等教育の拡充整備について」の「別記」、天皇への敬愛の念などを言明している）を作案した。

## 家族・親族
- 次男：高坂正堯は国際政治学者。
- 三男：高坂節三は実業家。『昭和の宿命を見つめた眼―父・高坂正顕と兄・高坂正堯』を刊行するなどの活動をしている。

## 著作
著書
- 『新カント学派―現代の哲学』（岩波書店, 1933年）
- 『歴史的世界』（岩波書店, 1937年）
- 『カント解釈の問題』（弘文堂, 1939年）
- 『カント』（弘文堂, 1939年）
- 『カント学派』（弘文堂, 1940年）
- 『象徴的人間』（弘文堂, 1941年）
- 『民族の哲学』（岩波書店, 1942年）
- 『歴史哲学序説』（岩波書店, 1943年）
- 『スピノーザの哲学』（玄林書房, 1947年）
- 『哲学の慰め』（勁草書房, 1948年）
- 『西田幾多郎先生の追憶』（国立書院, 1948年）
- 『西田哲学と田辺哲学』（黎明書房, 1949年）
- 『続カント解釈の問題――法と歴史の諸理念』（弘文堂, 1949年）
- 『キュルケゴオルからサルトルへ』（弘文堂, 1949年）
- 『歴史の意味とその行方』（福村出版, 1950年）
- 『来るべき時代のために希望と反省』（弘文堂, 1952年）
- 『ハイデッガーはニヒリストか』（創文社, 1953年）
- 『人間の解釈』（理想社, 1963年）
- 『標準　高等倫理・社会』（講談社, 1964年）
- 『西田幾多郎と和辻哲郎』（新潮社, 1964年）
- 『大学問題と学生運動』（南窓社, 1968年）
- 『開かれた大学のために』（南窓社, 1969年）
- 『高坂正顕著作集』（理想社, 1964年-1970年）/ 復刻版（学術出版会、2011年

1. 歴史哲学
2. カント研究 1
3. カント研究 2
4. 現代哲学
5. 実存哲学
6. 教育哲学
7. 明治思想史
8. 西田哲学

- 『西洋哲学史』（創文社, 1980年）
- 『哲学は何のために』（理想社, 1981年）
- 『西田幾多郎先生の追憶』〈燈影撰書〉（燈影舎, 1996年）[12]
- 『京都哲学撰書1 明治思想史』（燈影舎, 1999年）
- 『歴史の意味とその行方』〈こぶし文庫〉（高坂史朗編 こぶし書房, 2002年）[13]
- 『京都哲学撰書 第25巻　歴史的世界』（長谷正当編 燈影舎, 2002年）[14]
- 『神話学名著選集8　神話－解釈学的考察』（ゆまに書房, 2003年）- 復刻版
- 『西田幾多郎研究資料集成4 高坂正顕集』（小坂国継編・解説 クレス出版, 2012年）

訳書
- イマニュエル・カント『永遠平和のために』（岩波文庫, 1949年）
  - 復刻（一穂社, 2005年）

## 参考資料
- 『第廿一版 人事興信録 上』昭和36年（1961年）、こ一〇六
- 高坂節三『昭和の宿命を見つめた眼――父・高坂正顕と兄・高坂正堯』（PHP研究所, 2000年）
- 花澤哲文『高坂正顕　京都学派と歴史哲学』（燈影舎, 2008年）